# Japie Krige
Pour les articles homonymes, voir Krige.
Jacob Daniël Krige, connu aussi comme Japie Krige, né le 5 juillet 1879 à Klein Drakenstein (Afrique du Sud) et mort le 14 janvier 1961 au Cap, était un joueur de rugby à XV qui a joué avec l'équipe d'Afrique du Sud. Il évoluait au poste de centre.

## Biographie

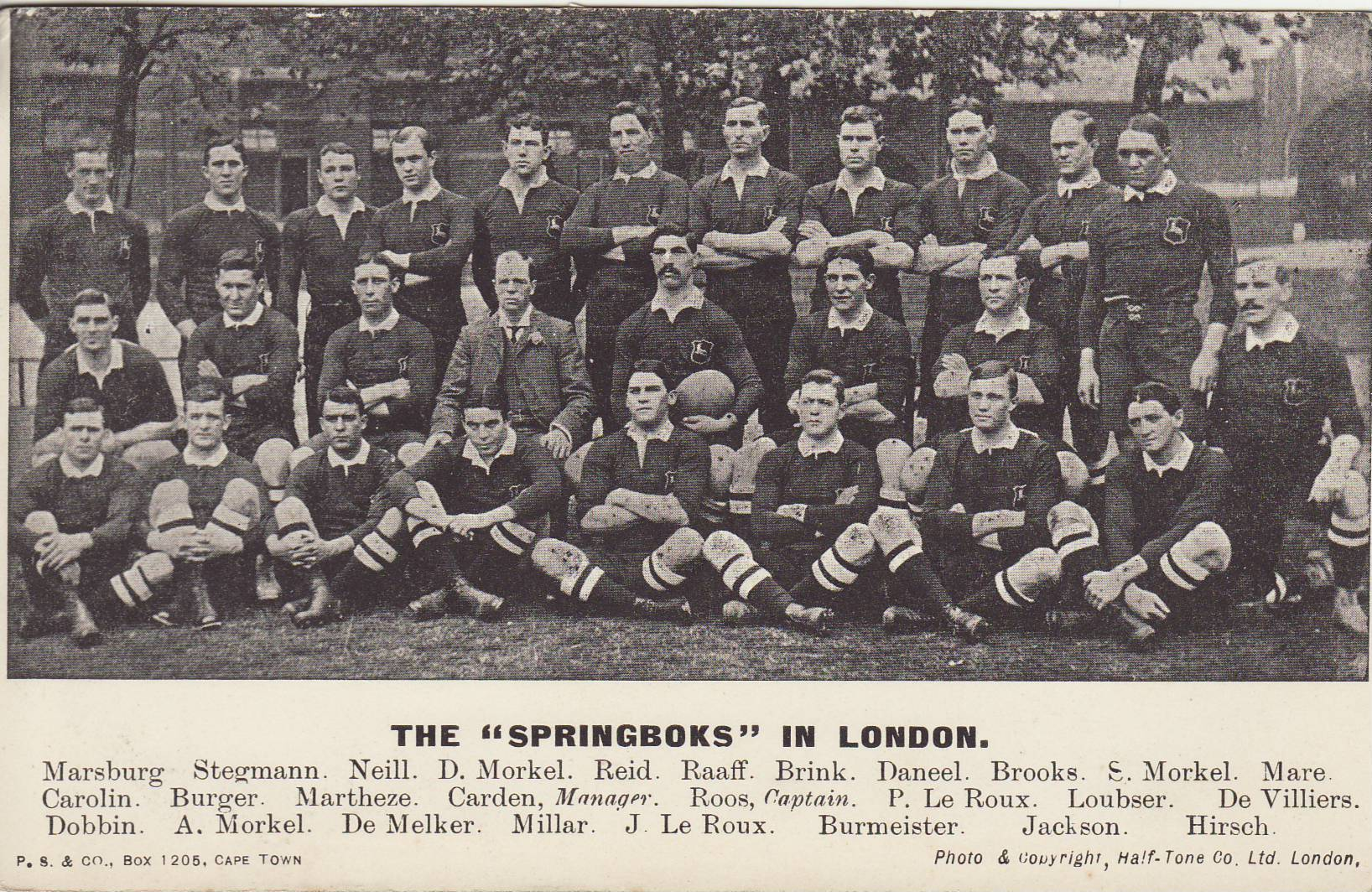
Springboks en 1906

En 1896 Japie Krige intègre le Victoria College de Stellenbosch, il parvient à gagner sa place dans l'équipe première. Il débute également avec la Western Province qui dispute et remporte la Currie Cup. Il a seulement 17 ans et il en paraît 15. Il remportera de nombreux titres avec le Victoria College de Stellenbosch et la Western Province. 
Il a disputé son premier test match le 29 août 1903 contre les Lions britanniques. Il joua son dernier test match contre l'équipe du pays de Galles, le 1er décembre 1906. Il participe à la première tournée outremer de l'équipe d'Afrique du Sud. Les Sud-africains font une tournée en Grande-Bretagne et en Irlande en 1906. Ils y gagnent un nom, les Springboks et ils marquent l'histoire. Ils l'emportent 15-12 contre l'Irlande et surtout ils battent le pays de Galles 11-0 à Swansea. Ils font match nul ensuite à 3-3 contre l'Angleterre,. 
Quatre ans seulement après la seconde guerre des Boers qui a divisé le pays opposant les « Afrikaners » aux « Coloniaux britanniques », les Springboks rassemblent les deux parties autour d'un maillot, d'une cause: battre les équipes de rugby à XV britanniques et irlandaise. L'équipe d'Afrique du Sud de rugby à XV devient la meilleure du rugby mondial, aucune nation ne pourra les battre dans une série de test matchs pendant 50 ans.

## Statistiques en équipe nationale
- 5 test matchs avec l'équipe d'Afrique du Sud
- 1 essai
- Sélections par année : 2 en 1903, 3 en 1906